# Гурьев, Кирилл Финогенович
Кирилл Финогенович Гурьев (22 августа 1925 — 4 июня 1984) — сержант, старший разведчик-наблюдатель взвода управления 411-го отдельного истребительного противотанкового дивизиона 127-й стрелковой дивизии 76-го стрелкового корпуса 3-я гвардейской армии 1-го Украинского фронта, полный кавалер ордена Славы (1945).

## Биография
Родился 22 августа 1925 года в селе Развильное ныне Песчанокопского района Ростовской области в крестьянской семье.
Учился в средней школе, затем работал в колхозе.
В феврале 1943 года был призван в РККА, с этого же времени находился на фронтах Великой Отечественной войны.
23 марта 1944 года сержант Гурьев, будучи разведчиком батареи 411-го отдельного истребительно-противотанкового дивизиона 127-й стрелковой дивизии 1-й гвардейской армии 1-го Украинского фронта, обнаружил засаду противника у села Заречье Проскуровского района Каменец-Подольской области и из автомата уничтожил 6 солдат противника. 27 апреля 1944 года награждён орденом Славы 3 степени.
24 июля 1944 года, будучи разведчиком взвода управления, в районе к юго-западу от села Солонец в тылу врага захватил двух солдат и офицера, которые дали ценные сведения. 27 ноября 1944 года награждён орденом Славы 2 степени.
16 января 1945 года, будучи разведчиком-наблюдателем взвода управления 3-й гвардейской армии, в бою за село Лещины в 9 км к востоку от города Кельце, находясь в тылу врага, корректировал огонь батареи, которая подбила 2 бронетранспортёра и тягач. Противник отступил, оставив 6 грузовиков, 3 орудия со снарядами, потеряв множество солдат и офицеров убитыми и ранеными. Указом Президиума Верховного Совета СССР от 27 июня 1945 года награждён орденом Славы 1 степени.
В 1948 году окончил полковую школу, в 1959 году окончил 9 классов вечерней средней школы в городе Ровно. В 1969 году уволен из армии, после увольнения из армии жил в Ровно, работал на заводе.
Умер 4 июня 1984 года.